# Perseverance Island (Seychellen)
Perseverance Island (auch: Ile Perseverance) ist eine Insel der Seychellen im Zentrum von Victoria Port (Hafen von Victoria).
Die Insel ist eine künstliche Insel der Mahe Port Islands, welche aus Abraum von Ausbaggerarbeiten (Dredger) in Dubai aufgeschüttet wurden, da Dubai seinen Abraum an die Seychellen verschiffte.

## Geographie
Die Insel liegt bei Anse Etoile unmittelbar vor der Ostküste von Mahé (Seychellen) und ist durch jeweils eine Brücke mit Maldive Village, sowie Hodoul Island im Norden verbunden.

## Geschichte
Die Insel wurde erst 2013 aufgeschüttet im Zuge des Mahe Port Reclamation Project.  Die Mahe Port Islands sind größtenteils künstliche Inseln aus Abraum von Dubai. 2020 sollen auf der Insel Wohneinheiten für 10.000 Einwohner zur Verfügung stehen, mehr als 15 % der Bevölkerung der Seychellen. An der Südspitze befindet sich eine größere Kaserne der Marine.

## Verwaltung
Die Insel gehört ist in die Distrikte Ile Perseverance I und Ile Perseverance II eingeteilt.